# Sakina Jaffrey
Sakina Jaffrey (Nueva York, 14 de febrero de 1962) es una actriz estadounidense.

## Biografía
Sakina Jaffrey nació en 1962 en Nueva York. De raíces hindúes, es la hija menor del matrimonio entre la actriz y escritora hindú Madhur Jaffrey y el fallecido actor Saeed Jaffrey, también hindú. Sus padres se divorciaron cuando ella tenía 3 años y se fue a vivir con su padre, que posteriormente se mudó al Reino Unido.
Se graduó del Vassar College en 1984. Ella estudió el chino mandarín en dicho colegio, pues su plan original era ser traductora, pero finalmente se convirtió en actriz.

## Filmografía

### Film
| Año  | Título                             | Papel                     | Notas                    |
| ---- | ---------------------------------- | ------------------------- | ------------------------ |
| 1988 | The Perfect Murder                 | Neena Lal                 |                          |
| 1989 | Slaves of New York                 | recepcionista de Wilfredo |                          |
| 1991 | Masala                             | Rita Solanki              |                          |
| 1995 | The Indian in the Cupboard         | Lucy                      |                          |
| 1996 | Daylight                           |                           |                          |
| 1999 | Chutney Popcorn                    | Sarita                    |                          |
| 1999 | Cotton Mary                        | Rosie                     |                          |
| 2001 | Revolution No. 9                   | Dr. Ray                   |                          |
| 2001 | The Mystic Masseur                 | Suruj Mooma               |                          |
| 2002 | The Guru                           | mujer en clase de baile   |                          |
| 2002 | The Truth About Charlie            | Sylvia                    |                          |
| 2003 | Ash Tuesday                        | June                      |                          |
| 2003 | American Made                      |                           | cortometraje             |
| 2004 | Raising Helen                      | Nilma Prasad              |                          |
| 2004 | The Manchurian Candidate           | Mujer árabe misteriosa    |                          |
| 2006 | Hiding Divya                       | Dr. Sharma                |                          |
| 2007 | Where God Left His Shoes           | Doctor                    |                          |
| 2007 | Dharini                            | Kiran                     | Short film               |
| 2007 | Waking Dreams                      | Rajani                    |                          |
| 2007 | The Nanny Diaries                  | Sima                      |                          |
| 2007 | Before the Devil Knows You're Dead | Manager                   |                          |
| 2008 | Definitely, Maybe                  | School Mom                |                          |
| 2008 | The Toe Tactic                     | Lacticia Utt              |                          |
| 2008 | The Understudy                     | Nurse                     |                          |
| 2008 | The Ode                            | Parin                     |                          |
| 2009 | Company Retreat                    | Sareeta                   |                          |
| 2010 | Nevermind Nirvana                  | Dr. Sarita Matto          | película para televisión |
| 2011 | Breakaway                          | Livleen Singh             |                          |
| 2012 | The Domino Effect                  | Serena                    |                          |
| 2013 | The Necklace                       | Sunita                    | cortometraje             |
| 2016 | Claire in Motion                   | Maya                      |                          |
| 2017 | The Meyerowitz Stories             | Dr. Soni                  |                          |
| 2018 | Red Sparrow                        | Trish Forsyth             |                          |
| 2018 | Behold My Heart                    | Jane                      |                          |
| 2018 | The Equalizer 2                    | Fatima                    |                          |
| 2019 | Late Night                         | Sra. Patel                |                          |
| 2020 | Soul                               | Doctora                   |                          |
| 2022 | Cariño, cuánto te odio             | Helen                     |                          |

### Televisión
| Año             | Título                            | Papel                            | Notas                                  |
| --------------- | --------------------------------- | -------------------------------- | -------------------------------------- |
| 2000            | Law & Order                       | Dr. Balikrishan                  | Episodio: "Endurance"                  |
| 2003–2005       | Third Watch                       | Dr. Hickman                      | 16 episodios                           |
| 2004            | Sex and the City                  | Rama Patel                       | Episodio: "Splat!"                     |
| 2004            | Law & Order                       | Roya Koutal                      | Episodio: "Caviar Emptor"              |
| 2006            | Heroes                            | Mrs. Suresh                      | 2 episodios                            |
| 2007            | What Goes On                      | Asha                             | Episodio: "Blue"                       |
| 2007            | Law & Order: Special Victims Unit | Geeta Chanoor                    | Episodio: "Outsider"                   |
| 2011            | Blue Bloods                       | Mrs. Demir                       | Episodio: "Thanksgiving"               |
| 2012            | Girls                             | Gynecologist                     | Episodio: "Vagina Panic"               |
| 2013–2014, 2018 | House of Cards                    | Linda Vasquez                    | 18 episodios                           |
| 2014–2015       | Sleepy Hollow                     | Sheriff Leena Reyes              | 5 episodios                            |
| 2014–2018       | Madam Secretary                   | Ministra forense Chondita Samant | 2 episodios                            |
| 2015–2016       | Mr. Robot                         | Antara Nayar                     | 3 episodios                            |
| 2015            | Halal in the Family               | Fatima Qu'osby                   | 4 episodios                            |
| 2015–2016       | The Mindy Project                 | Sonu Lahiri                      | 5 episodios                            |
| 2016            | Blindspot                         | Susan Albright                   | Episodio: "Cease Forcing Enemy"        |
| 2016–presente   | Timeless                          | Agente Denise Christopher        | 26 episodios                           |
| 2017-presente   | Homeland                          | Dr. Meyer                        | 2 episodios                            |
| 2020            | Defending Jacob                   | Lynn Canavan                     | 8 episodios                            |
| 2021-2022       | Snowpiercer                       | Dra. Headwood                    | 16 episodis                            |
| 2022–2023       | Billions                          | Daevisha ‘Dave’ Mahar            | 20 episodios                           |
| 2022            | Ms. Marvel                        | Tía Shirin                       | Episodio: "Destined"                   |
| 2025            | Goosebumps                        | Ramona                           | Recurrente (temporada 2); Próximamente |